# Апфия Колосская
Апфи́я Коло́сская (Аппия, греч. Άπφία; ум. между 62 и 68 годами) — раннехристианская мученица, почитаемая в лике равноапостольных. Память совершается в Православной церкви 19 февраля по старому стилю (по новому стилю 3 марта в високосный год или 4 марта в невисокосные годы) и 22 ноября (5 декабря), в Католической церкви 22 ноября.
Апфия упоминается в Послании апостола Павла к Филимону: «Павел, узник Иисуса Христа, и Тимофей брат, Филимону возлюбленному и сотруднику нашему, и Апфии, (сестре) возлюбленной, и Архиппу, сподвижнику нашему, и домашней твоей церкви» (Флм. 1:1-2). Исходя из этого упоминания, Иоанн Златоуст предполагает, что Апфия была женой апостола Филимона, это мнение вошло в церковную традицию.
Согласно житию, написанному Димитрием Ростовским в конце XVII века, Апфия вместе со своим мужем жила в Колоссах (Малая Азия), где, устроив в своём доме церковь, усердно служила денно и нощно Господу, подвизаясь в молитве и посте; она с радостью принимала и давала пристанище тем, кто трудился, благовествуя учение Христово; она доставляла пищу нищим, убогим и странникам, так что дом её был не только церковью, но также и странноприимницей, больницей и пристанищем для всех, кто не имел места, где бы мог отдохнуть и успокоиться.
Приняла мученичество вместе со своим мужем в период правления императора Нерона (54—68 годы). Во время праздника в честь эллинской богини Артемиды толпа граждан захватила в церкви Филимона с Апфией, а также главу местной христианской общины Архиппа. За отказ принять участие в языческих торжествах Архипп был изрезан ножами и умер на месте. Градоначальник Артоклис приговорил Филимона с Апфией к лапидации (побитию камнями до смерти). Архипп и Филимон канонизированы как святые апостолы, Апфия причислена к лику равноапостольных.